# Пари Жан-Буэн
«Пари Жан-Буэн» (фр. Club athlétique de la Société générale Paris) — французский спортивный клуб, основанный в Париже 1 ноября 1903 году. Клуб принимает своих соперников на «Стад Жан-Буэн». В настоящее время[какое?] осталось только шесть секций: атлетика, баскетбол, бридж, регби, теннис и хоккей на траве.

## История
Футбольный клуб «Пари Жан-Буэн» был основан в 1903 году на базе спортивного клуба, который включал в себя секции ведущих видов спорта. Сам клуб принадлежал крупному французскому банку Сосьете Женераль, что отражалось в названии «Club athlétique de la Société générale Paris». «Пари Жан-Буэн» проводил свои матчи на стадионе «Жан-Буэн». Клуб дважды выигрывал Кубок Франции в 1919 и 1925 годах. Цвета команды синий и белый.

## Достижения
Кубок Франции
- Победитель: 1919, 1925